# Steffen Kania

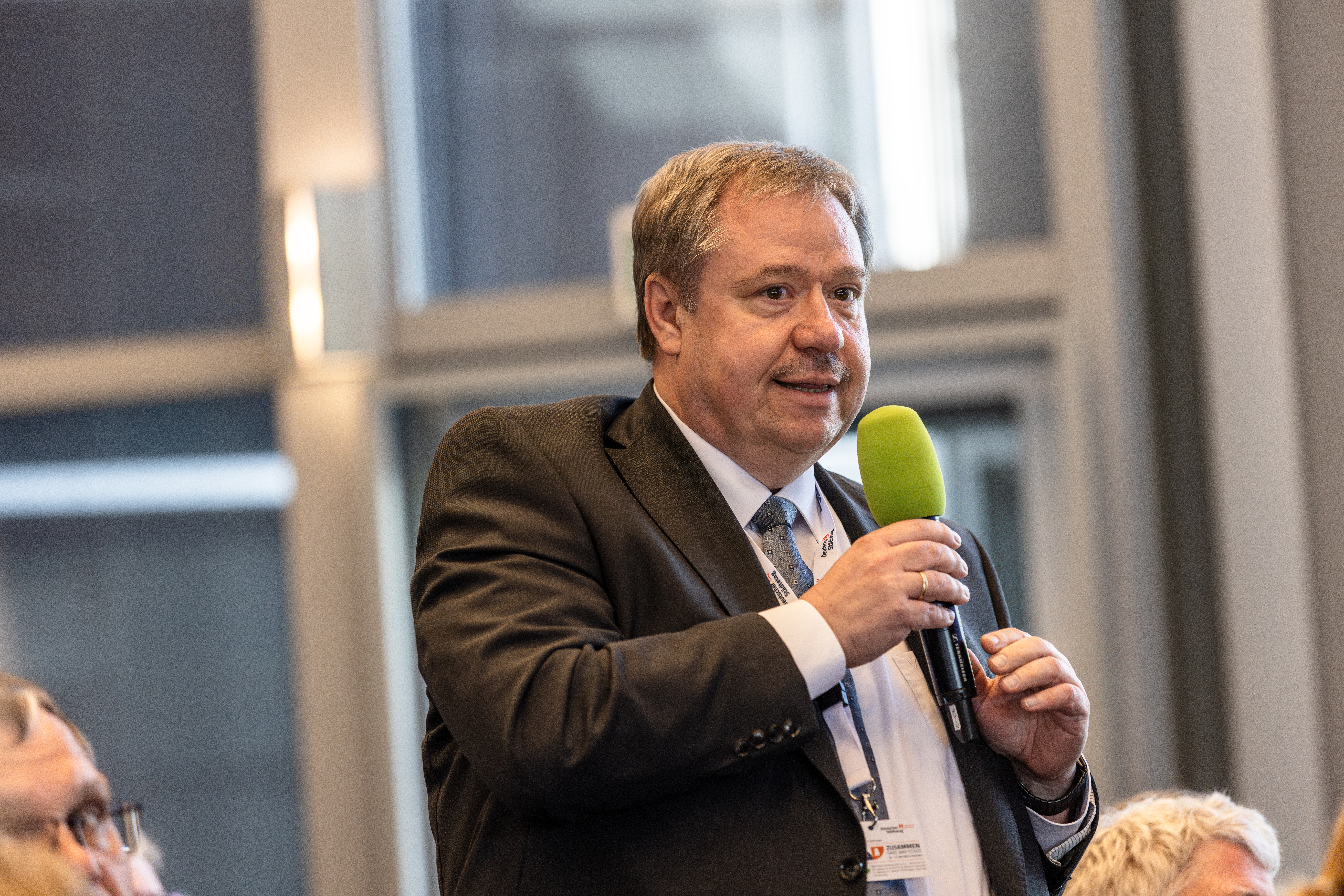
Steffen Kania, Mai 2025

Steffen Kania (* 4. September 1974 in Neuhaus am Rennweg) ist ein deutscher Kommunalpolitiker der CDU. Seit 2018 ist er Bürgermeister der Kreisstadt Saalfeld/Saale.

## Leben
Nach einer Schulausbildung an der staatlichen Regelschule Saalfeld-Gorndorf und Zivildienst bei den Thüringen-Kliniken „Georgius Agricola“ Saalfeld studierte Kania zwischen 1994 und 2000 Humanmedizin an der Friedrich-Schiller-Universität Jena. Ab 2001 bis zu seiner Wahl als Bürgermeister war er bei den Thüringen-Kliniken „Georgius Agricola“ als Urologe, zuletzt als Leitender Oberarzt für Urologie beschäftigt.
Kania ist verheiratet und hat einen Sohn.

## Politik
Kania ist seit 2006 Mitglied im Saalfelder Stadtrat, dessen Vorsitz er von 2009 bis 2018 innehatte. Zudem sitzt er seit 2009 im Kreistag des Landkreises Saalfeld-Rudolstadt. Kania ist des Weiteren Mitglied der regionalen Planungsgemeinschaft Ostthüringen und des Thüringer Landkreistages. 2018 wurde er zum Bürgermeister von Saalfeld gewählt und 2024 in seinem Amt bestätigt. Kania ist außerdem Kreisvorsitzender der CDU Saalfeld-Rudolstadt.